# 애니씽 포 허
《애니씽 포 허》(프랑스어: Pour elle, 영어: Anything for Her)는 2008년 개봉한 프랑스의 스릴러 영화이다.
2010년 미국 리메이크 영화 《쓰리 데이즈》가 개봉하였다. 

## 줄거리
행복한 일상을 보내던 쥘리앵과 리자 부부에게 어느 날 갑자기 경찰이 들이닥쳐 리자가 살인 혐의로 체포된다. 재판 결과 리자는 20년형을 선고받고 수감된다.
쥘리앵은 리자의 무죄를 증명하기 위해 3년간 노력하지만 새로운 증거는 발견되지 않고, 기존 증거들은 여전히 리자를 범인으로 지목한다. 피해자는 리자의 직장 상사였으며, 살해 당일 둘 사이에 격렬한 말다툼이 있었고, 범행 현장인 주차장에는 리자의 지문이 묻은 소화기가 있었다. 리자는 살해 현장 옆에서 소화기를 주워 제자리에 놓았을 뿐이라고 주장한다. 플래시백 장면은 범인이 다른 여자였고 리자는 그 여자와 부딪히면서 상사가 흘렸던 피가 옷에 묻었고 본인 차 앞에 소화기가 있길래 치웠을 뿐임을 보여준다.
모든 노력이 수포로 돌아가자 쥘리앵은 탈옥 전문가 앙리 파스케를 찾아 도움을 청한다. 파스케는 모든 감옥에는 약점이 있고, 탈옥 후에는 가족과 연락을 끊고 외국으로 도망쳐야 한다고 조언한다. 쥘리앵은 파스케의 조언을 바탕으로 감옥의 약점을 찾기 위해 3개월간 감옥을 관찰하고, 탈옥 계획을 세운다.
그러던 중 쥘리앵은 당뇨병을 앓고 있는 리자가 인슐린 투여를 거부하며 자살 시도를 한다는 소식을 듣게 된다. 리자는 아이에게 힘든 모습을 보여주고 싶지 않다고 말한다. 쥘리앵은 위조 신분증을 구하려다 사기를 당하지만 결국 다른 사람에게서 일주일 안에 위조 신분증을 얻는다. 또한 리자의 의료 기록을 빼돌리고 가구를 팔아 탈옥 자금을 마련한다.
리자가 갑자기 3일 이내에 렌 교도소로 이송된다는 소식을 듣고 초조해진 쥘리앵은 은행 강도를 시도하다 포기하고, 마약상을 협박해 큰 돈을 마련한다. 다음 날 탈옥 계획을 실행한 쥘리앵은 의료 기록을 조작해 리자를 병원으로 이송시키고, 경찰의 추적을 피하기 위해 차량을 버리고 렌터카를 이용한다. 리자는 쥘리앵이 병원에서 그녀를 빼낸 뒤 호텔에서 아이와 재회하고, 가족은 프랑스를 떠나 벨기에 리에주 공항에 도착한다. 경찰은 쥘리앵의 계획을 알게 되지만 이미 늦었고, 쥘리앵 가족은 이미 산살바도르로 탈출한 후이다.

## 출연진
- 뱅상 랭동
- 디아네 크루거
- 릴리안 로베르
- 올리비에 페리에
- 티에리 고다르
- 올리비에 마르샬
- 레미 마르탱
- 무사 마스크리

## 기타 제작진
- 배역: 지지 아코카
- 미술: 필리프 시프르
- 미술 효과: 아리안 오두아르